# Czarny serial
Czarny serial – serial dokumentalny obrazujący niektóre z większych katastrof jakie miały miejsce w Polsce po II wojnie światowej, analizujący przyczyny i zdarzenia, które doprowadziły do tragedii. Serial został wyemitowany w TVP1 od 4 września 2000 do 19 maja 2001, najpierw 2 razy w miesiącu w poniedziałki o godz. 22:25, a potem raz w miesiącu w poniedziałki o godz. 20:25. Zawiera wywiady, wspomnienia, archiwalne materiały telewizyjne i prasowe oraz symulacje CGI, wizualizujące sekunda po sekundzie przebieg wydarzeń.

## Lista odcinków[5]
| Tytuł odcinka                             | Katastrofa                                                   | Rok zdarzenia | Data premiery        |
| ----------------------------------------- | ------------------------------------------------------------ | ------------- | -------------------- |
| Rotunda                                   | Wybuch gazu w Rotundzie PKO w Warszawie                      | 1979          | 4 września 2000      |
| Tor                                       | Katastrofa kolejowa pod Otłoczynem                           | 1980          | 18 września 2000     |
| ...tyle co po zapałce                     | Pożar w rafinerii w Czechowicach-Dziedzicach                 | 1971          | 2 października 2000  |
| Kopernik                                  | Katastrofa lotnicza na Okęciu                                | 1980          | 23 października 2000 |
| Kaskada                                   | Pożar kombinatu gastronomicznego „Kaskada” w Szczecinie      | 1981          | 6 listopada 2000     |
| Makoszowy                                 | Katastrofa górnicza w kopalni Makoszowy w Zabrzu             | 1958          | 20 listopada 2000    |
| Heweliusz                                 | Katastrofa promu Jan Heweliusz                               | 1993          | 4 grudnia 2000       |
| "Antonow 24". Tragiczny lot 165           | Katastrofa lotnicza na Policy                                | 1969          | 18 grudnia 2000      |
| Szóstką do śmierci. Katastrofa tramwajowa | Katastrofa tramwajowa w Szczecinie                           | 1967          | 8 stycznia 2001      |
| Konstrukcja                               | Katastrofa budowlana w Wyższej Szkole Rolniczej we Wrocławiu | 1966          | 22 stycznia 2001     |
| Kościuszko                                | Katastrofa lotnicza w Lesie Kabackim                         | 1987          | 19 lutego 2001       |
| Kościuszko – ciąg dalszy                  | Katastrofa lotnicza w Lesie Kabackim                         | 1987          | 19 marca 2001        |
| Variola Vera – czarna ospa                | Epidemia ospy prawdziwej we Wrocławiu                        | 1963          | 23 kwietnia 2001     |
| Śmierć pod gruzami                        | Wybuch gazu w Gdańsku                                        | 1995          | 21 maja 2001         |